# Muzeum techniky Telč
Muzeum techniky Telč je muzeum v Telči v okrese Jihlava, je umístěno v bývalé parní pile z roku 1873 v ulici Na Sádkách. Založeno bylo 11. srpna 2012, zřizovateli jsou Jan Wimmer a Aleš Wimmer.

## Expozice
Expozice jsou umístěny přibližně na 900 m2. Součástí sbírek muzea jsou historické automobily (více než 10 automobilů, např. Tatra 13, Tatra 75, Tatra 57 A, Škoda Felicia Super, Škoda 430, Škoda 1000 MB, Praga Piccolo, Praha AN-4, Land Rover, Aero 30, Hudson Eight, Rolls-Royce Silver Shadow, Ford V8 model 81 A a další), ve sbírkách je také přibližně 30 motocyklů, dětské kočárky a další dopravní prostředky. Další předměty zastupují např. zubařské křeslo, hudební nástroje, stabilní motory, hračky, kamna a další předměty. Uvedena je také například dílna automechanika, zubařská organizace s vybavením či selská místnost.